# トランスフェクション
トランスフェクション（英語: transfection）とは核酸を動物細胞内へ導入する過程を指す。通常、動物細胞はウイルスによる導入以外は核酸の細胞内導入は滅多に起こらないが、人為的にある程度自由に核酸を導入する事が可能になってきている。

## 用語
トランスフェクションという用語の意味は変化し続けている。トランスフェクションの本来の意味は、「形質転換による感染」、すなわち、細胞へ原核生物 (感染性ウイルスまたはバクテリオファージ)のDNA（またはRNA）導入によってもたらされる感染である。形質転換という用語は、動物細胞生物学において別の意味（培養によって長期間の増殖を可能にする遺伝的変化、または癌細胞に典型的な特性の獲得）を持つので、動物細胞では、トランスフェクションという用語は、DNAの導入によって引き起こされる細胞特性の変化という現在の意味を獲得した。

## トランスフェクションの方法
真核生物の細胞に外来DNAを導入するには様々な方法がある：物理的処理（エレクトロポレーション、細胞の圧迫、ナノ粒子法、磁気粒子法 ）や化学物質や生物学的粒子（ウイルス）による方法など。 遺伝子の送達は、例えば、遺伝子治療および作物の遺伝子改変に必要なステップの1つである。 細菌から哺乳動物への様々なタイプの細胞および組織のために開発された多くの異なる遺伝子送達の方法が存在する。遺伝子の送達方法は、非ウイルス性およびウイルス性の2つのカテゴリーに分類することができる。 
非ウイルス性の方法には、エレクトロポレーション、マイクロインジェクション、パーティクル・ガン法、インペールフェクション、静水圧負荷、連続注入、ならびにリポソームベクターを利用する脂質媒介DNAトランスフェクションプロセスであるリポフェクションのような超音波処理及び化学物質など、物理的方法が挙げられる。 また、高分子遺伝子担体（ポリプレックス）の使用も物理的方法に含まれる。
一方、ウイルスによる遺伝子導入方法は、ウイルスがDNAを宿主細胞内に注入する能力を利用する。 導入される遺伝子は、複製不能にされたウイルスに詰められる。今日までに、レトロウイルス、アデノウイルス、アデノ随伴ウイルス、パラミクソウイルス および単純ヘルペスウイルスが使用されている。しかしウイルスを使用し遺伝子を細胞内に送達する方法には欠点がある。 ウイルスが細胞内に送達することができるのは非常に小さなDNA片のみであり、多くの手作業を必要とし挿入部位がランダムなこと、また細胞変性効果及び突然変異を誘発する危険性などが問題である。

### 非ウイルス法

#### 化学物質によるトランスフェクション
化学物質によるトランスフェクションは、シクロデキストリン 、ポリマー、リポソーム及び（下に述べるように、化学修飾またはウイルス修飾されているもしくはされていない）ナノ粒子等、いくつかの種類に分類することができる。
- 最も安価な方法として、1973年にF. L. GrahamとA. J. van der Ebによって最初に発見されたリン酸カルシウムを使用する方法が挙げられる[7][8]。リン酸イオンを含むHEPES緩衝生理食塩水を、トランスフェクションしようとするDNAを含む塩化カルシウム溶液と混合すると、正電荷を帯びたカルシウムと負電荷を帯びたリン酸の微細な沈殿物が形成され、DNAはその沈殿粒子表面に結合する。次いで、沈殿物の懸濁液を遺伝子導入する細胞（通常は単層に増殖した細胞培養物）に添加する。プロセス完全には理解されていないが、細胞は沈殿物の一部をDNAと共に内部に取り込む。このプロセスは、癌遺伝子を同定するために好んで用いられてきた[9]。
- 高度に分岐した有機化合物、いわゆるデンドリマーにDNAを結合し、細胞内に取り込ませる方法がある。
- 別の方法として、DEAE-デキストランまたはポリエチレンイミン（PEI）などのカチオン性ポリマーを使用する方法がある。負に帯電したDNAはポリカチオンに結合し、その複合体がエンドサイトーシスにより細胞に取り込まれる。
- リポフェクション（またはリポソームトランスフェクション）は、リポソームを使用して遺伝物質を細胞に注入する技術。小胞であるリポソームと細胞膜は両方ともリン脂質二重層でできているため容易に融合できることを利用している[10]。リポフェクションは通常、正に帯電したカチオン性脂質（カチオン性リポソームまたは混合物）を使用して、負に帯電したアニオン性遺伝物質と凝集体を形成する[11]。このトランスフェクション技術は、ポリマー、DEAE-デキストラン、リン酸カルシウム、およびエレクトロポレーションを利用する他の生化学的手順と結果を与える。リポフェクションの効率は、トランスフェクトされた細胞に軽度の熱ショックを与えることで改善可能である[12]。
- FuGeneは、広く使用されている独自の非リポソームトランスフェクション試薬のシリーズで、高効率、低毒性で多種多様な細胞を直接トランスフェクト可能である[13][14]。

#### 非化学的方法

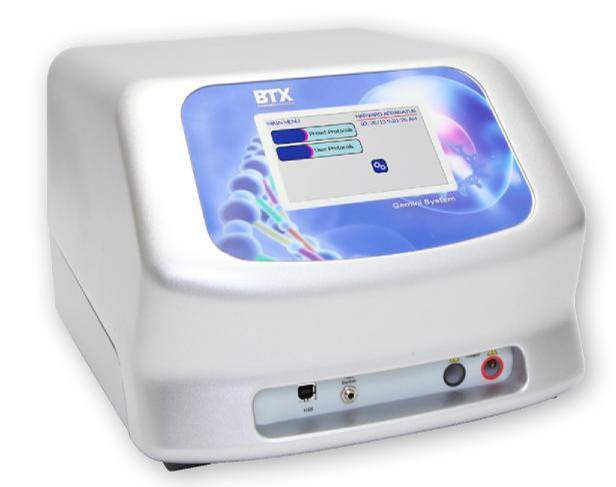
in vitro、in vivo、接着細胞および96ウェルエレクトロポレーション向けの方形波および指数関数的減衰波形を備えたエレクトロポレーター。 米国マサチューセッツ州ホリストンのBTX Harvard Apparatus 社製。

- 電気穿孔法（遺伝子エレクトロトランスファー）は広く使われている方法。細胞が強い電界の短いパルスにさらされると、細胞膜の透過性が一時的に増加する。
- セルスクイージングは、MITでArmon Sharei、Robert Langer、Klavs Jensenによって2012年に発明された方法。 細胞膜の変形により細胞内に分子を送り込む。この方法は、細胞内伝達のために、ベクターを用いない高効率なマイクロ流路プラットフォーム。外生的材料や電界を使用しないため、毒性やオフターゲット効果の可能性を低減できる[15]。
- ソノポレーションは、高強度の超音波を使用して、細胞膜の細孔形成を誘導する方法。 この細孔形成は、キャビテーション核の素になる超音波造影剤の添加により強化されるため、主に気泡のキャビテーションが近傍の細胞膜と相互作用することによる。
- 光学的トランスフェクションとは、高度に集束したレーザーを使用して、細胞膜に小さな穴（直径約1 µm）を一時的に生成する方法。この技法は、1984年に塚越らによって初めて記述された。塚越らは、周波数を3倍にしたNd：YAGを使用して、正常なラット腎細胞の安定かつ一過性のトランスフェクションを生成した[16]。この手法では、一度に1つの細胞が処理されるため、単一セルの分析に特に役立つ。
- プロトプラスト融合は、細胞壁を除去するために、形質転換された細菌の細胞をリゾチームで処理する技法。 処理に続いて、目的の遺伝子を運ぶプロトプラストを標的の受容側の細胞と融合させるために、融合因子（例えば、センダイウイルス、PEG、エレクトロポレーション）を用いる。この方法の大きな欠点は、細菌の構成成分が非特異的に標的細胞に導入されることである。
- インペールフェクションは、ナノファイバーの表面にDNAを結合し、細胞に挿入する方法。 このアプローチでは、一度に多数の細胞や組織に導入されるナノファイバーのセットを用いることも可能である。
- ハイドロダイナミック法は、大型動物にはあまり使用されずマウスとラットで使用される方法。多くの場合、プラスミド（トランスポゾンを含む）のDNAを輸液に加え10秒未満で比較的大量の輸血を行うことでDNAを肝臓に送り込むことができる。この方法では、ほぼすべてのDNAが肝臓で発現する[17][18][19]。

#### 粒子ベースの方法
- パーティクル・ガン法はトランスフェクションへの直接的なアプローチ。この方法では、DNAが不活性固体（通常は金）のナノ粒子に結合され、標的細胞の核に直接「発射」される。
- マグネトフェクション、またはマグネットアシストトランスフェクションは、磁力によりDNAを標的細胞に導入する方法。 核酸は、最初に磁性ナノ粒子に吸着され、次に磁力を用いて核酸と粒子の複合体が標的細胞内に押し込まれ、その後核酸が放出される[20]。

#### その他の（及び複合的）方法
トランスフェクションの他の方法にはヌクレオフェクションが挙げられる。ヌクレオフェクションはTHP-1細胞株のトランスフェクションに対して非常に効率的であり、成熟マクロファージに分化とヒートショックできる、生存可能な細胞株を作製する。

### ウイルス法
DNAは、ウイルスをキャリアとして細胞に導入することも可能である。この技術はウイルス形質導入と言われている。アデノウイルスは、遺伝子を多種多様なヒト細胞に導入できるベクターで導入率が高いため、有用なウイルスとしてウイルス法によく使用される。レンチウイルスも、有糸分裂していない段階の細胞に形質導入する能力があるので、ベクターとして有用である。

## 安定及び一過性トランスフェクション
安定トランスフェクションと一過性トランスフェクションでは、細胞に対する長期的な影響が異なる。安定トランスフェクションでは、細胞は導入されたDNAを継続的に発現し娘細胞に受け渡すが、一過性トランスフェクションでは、細胞は導入されたDNAを短時間発現し娘細胞に受け渡さない。
トランスフェクションの用途によっては、導入された遺伝物質が一時的に発現すれば十分である。通常トランスフェクションプロセスにより導入されたDNAは核のゲノムに組み込まれないため、外来DNAは、有糸分裂によって希釈されるか分解される。エプスタイン・バール・ウイルス（EBV）由来核抗原1（EBNA1）またはSV40 Large-T抗原を発現する細胞株は、ウイルスEBV（293E）またはSV40（293T）複製起点を含むプラスミドのエピソーム増幅を可能にし、希釈の速度を大幅に低下させる。
導入された遺伝子を実際に細胞及びその娘細胞のゲノムに残したい場合は、安定トランスフェクションが実施なければならない。そのために、特定の毒素に対する耐性など細胞に選択可能な利点を与える、マーカー遺伝子が同時に導入される。トランスフェクトされた細胞のいくつか（ごく少数）は、偶然に外来遺伝物質をゲノムに組み込んでいる。 その後、毒素を細胞培養に添加すると、ゲノムにマーカー遺伝子が組み込まれた少数の細胞のみが増殖でき、他の細胞は死滅する。この選択的ストレス（選択圧）をしばらくかけた後、安定したトランスフェクションを行った細胞のみが残り、さらに培養することができる。
安定トランスフェクションに使用される試薬は以下の通り。
- G418、ネオマイシン耐性遺伝子の生産物により中和
- ピューロマイシン
- フレオマイシンD1
- ハイグロマイシンB
- ブラストサイジンS

## RNAトランスフェクション
RNAを細胞にトランスフェクトして、コードされたタンパク質を一時的に発現したり、RNAの分解速度を調べることも可能である。 RNAトランスフェクションは、分裂しない初代細胞でよく使用される。
siRNAをトランスフェクトして、RNAサイレンシング（すなわち、標的遺伝子からのRNAおよびタンパク質の消去）を行うことも可能である。siRNAのトランスフェクトは、特定タンパク質（例えば、エンドセリン-1）の遺伝子ノックダウンの研究に使用され、遺伝子治療の実現に向けて応用が進んでいる。RNAサイレンシングの限界として、細胞に対するトランスフェクションの毒性と、他の遺伝子/タンパク質が発現してしまう潜在的な「オフターゲット」効果がある。

## 引用文献
1. ↑   "Transfection" - ドーランド医学辞典
2. ↑  “Advances in Gene Delivery Systems”. Pharm Med 25 (5):  293–306. (2011). doi:10.2165/11594020-000000000-00000.
3. ↑  “Delivery of non-viral gene carriers from sphere-templated fibrin scaffolds for sustained transgene expression”. Biomaterials 28 (31):  4705–16. (November 2007). doi:10.1016/j.biomaterials.2007.07.026. PMID 17675152.
4. ↑  Harrison, Megan S.; Sakaguchi, Takemasa; Schmitt, Anthony P. (2010-09-01). “Paramyxovirus assembly and budding: Building particles that transmit infections”. The International Journal of Biochemistry & Cell Biology 42 (9):  1416–1429. doi:10.1016/j.biocel.2010.04.005. ISSN 1357-2725. PMC 2910131. PMID 20398786.
5. ↑  “Synthesis and complexation ability of a novel bis- (guanidinium)-tetrakis-(beta-cyclodextrin) dendrimeric tetrapod as a potential gene delivery (DNA and siRNA) system. Study of cellular siRNA transfection”. Bioconjugate Chemistry 19 (12):  2357–62. (December 2008). doi:10.1021/bc800193p. PMID 19053312.
6. ↑  “Copolymers of ethylene imine and N-(2-hydroxyethyl)-ethylene imine as tools to study effects of polymer structure on physicochemical and biological properties of DNA complexes”. Bioconjugate Chemistry 13 (5):  1124–33. (2002). doi:10.1021/bc025550w. PMID 12236795.
7. ↑  “A new technique for the assay of infectivity of human adenovirus 5 DNA”. Virology 52 (2):  456–67. (1973). doi:10.1016/0042-6822(73)90341-3. PMID 4705382.
8. ↑  “Transfer of the gene for thymidine kinase to thymidine kinase-deficient human cells by purified herpes simplex viral DNA”. Proc Natl Acad Sci USA 74 (4):  1590–4. (1977). doi:10.1073/pnas.74.4.1590. PMC 430836. PMID 193108.
9. ↑  Kriegler, Michael (1991). Transfer and Expression: A Laboratory Manual. W. H. Freeman. pp. 96–97. ISBN 0716770040
10. ↑  “Lipofection: a highly efficient, lipid-mediated DNA-transfection procedure”. Proc. Natl. Acad. Sci. U.S.A. 84 (21):  7413–7. (November 1987). doi:10.1073/pnas.84.21.7413. PMC 299306. PMID 2823261.
11. ↑  “Enhanced gene delivery and mechanism studies with a novel series of cationic lipid formulations”. J. Biol. Chem. 269 (4):  2550–61. (January 1994). PMID 8300583.
12. ↑  “Brief heat shock increases stable integration of lipid-mediated DNA transfections”. BioTechniques 38 (1):  48, 50, 52. (January 2005). doi:10.2144/05381bm05. PMID 15679084.
13. ↑  Jacobsen, Linda B.; Calvin, Susan A.; Colvin, Kim E.; Wright, MaryJo (2004-06-01). “FuGENE 6 Transfection Reagent: the gentle power”. Methods. Transfection of Mammalian Cells 33 (2):  104–112. doi:10.1016/j.ymeth.2003.11.002.
14. ↑  Hellgren*, I.; Drvota, V.; Pieper, R.; Enoksson, S.; Blomberg, P.; Islam, K. B.; Sylvén, C. (2000-08-01). “Highly efficient cell-mediated gene transfer using non-viral vectors and FuGene™6: in vitro and in vivo studies” (英語). Cellular and Molecular Life Sciences CMLS 57 (8-9):  1326–1333. doi:10.1007/PL00000769. ISSN 1420-682X.
15. ↑  “A vector-free microfluidic platform for intracellular delivery”. Proc. Natl. Acad. Sci. U.S.A. 110 (6):  2082–7. (February 2013). doi:10.1073/pnas.1218705110. PMC 3568376. PMID 23341631.
16. ↑  “A Novel Method of DNA Transfection by Laser Microbeam Cell Surgery”. Applied Physics B: Photophysics and Laser Chemistry 35 (3):  135–140. (1984). Bibcode: 1984ApPhB..35..135T. doi:10.1007/BF00697702.
17. ↑  “High levels of foreign gene expression in hepatocytes after tail vein injections of naked plasmid DNA”. Hum. Gene Ther. 10 (10):  1735–7. (July 1999). doi:10.1089/10430349950017734. PMID 10428218.
18. ↑  “Expression of naked plasmid DNA injected into the afferent and efferent vessels of rodent and dog livers”. Hum. Gene Ther. 8 (15):  1763–72. (October 1997). doi:10.1089/hum.1997.8.15-1763. PMID 9358026.
19. ↑  “Preferential delivery of the Sleeping Beauty transposon system to livers of mice by hydrodynamic injection”. Nat Protoc 2 (12):  3153–65. (2007). doi:10.1038/nprot.2007.471. PMC 2548418. PMID 18079715.
20. ↑  “Magnetofection — Magnetic assisted transfection & transduction”.   OzBiosciences—The art of delivery systems. 2020年1月閲覧。
21. ↑  “Efficient non-viral transfection of THP-1 cells”. J. Immunol. Methods 344 (2):  109–15. (May 2009). doi:10.1016/j.jim.2009.03.014. PMID 19345690.
22. ↑  “RNA transfection is a versatile tool to investigate endothelin-1 posttranscriptional regulation”. Exp. Biol. Med. (Maywood) 231 (6):  704–8. (June 2006). doi:10.3181/00379727-231-2310704. PMID 16740984.